# Igreja da Misericórdia de Braga
A Igreja da Misericórdia localiza-se na freguesia de Braga (Maximinos, Sé e Cividade), no centro histórico da cidade de Braga, no distrito de mesmo nome, em Portugal.
É um dos únicos monumentos renascentistas da cidade, e está incluída no conjunto de edificações da Sé Catedral de Braga.
Pertence à Santa Casa da Misericórdia de Braga.
Encontra-se classificada como Imóvel de Interesse Público desde 1977.

## História
Foi erguida entre 1560 e 1562, ao tempo do Arcebispo D. Frei Bartolomeu dos Mártires (1559–1558).
Ao longo dos séculos foi objeto de várias remodelações, adquirindo o atual aspeto em 1891.
O altar em talha é da autoria de Marceliano de Araújo.